# 欧布瓦河畔欧日
欧布瓦河畔欧日（法語：Augy-sur-Aubois，法語發音：[oʒi syʁ obwa]）是法国谢尔省的一个市镇，位于该省东南部，属于圣阿芒蒙龙区。

## 地理
欧布瓦河畔欧日（46°47'5"N, 2°50'38"E）面积30.46 平方千米，位于法国中央-卢瓦尔河谷大区谢尔省，该省份为法国中部省份，北起卢瓦雷省，西接卢瓦-谢尔省和安德尔省，南至克勒兹省，东南接阿列省，东临涅夫勒省。
与欧布瓦河畔欧日接壤的市镇（或旧市镇、城区）包括：吕尔西莱维、日瓦尔东、讷伊昂丹、圣艾尼昂德努瓦耶、桑宽。

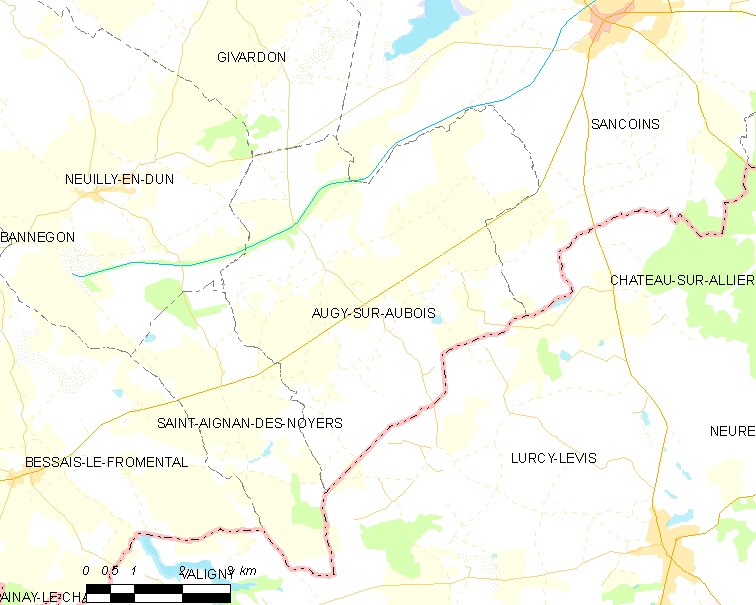
欧布瓦河畔欧日的OSM定位图

欧布瓦河畔欧日的时区为UTC+01:00、UTC+02:00（夏令时）。

## 行政
欧布瓦河畔欧日的邮政编码为18600，INSEE市镇编码为18017。

## 政治
欧布瓦河畔欧日所属的省级选区为欧龙河畔丹县。

## 人口

1962-2008年间欧布瓦河畔欧日人口变化图示

欧布瓦河畔欧日于2022年1月1日时的人口数量为284人。